# Pisinna minor
Pisinna minor är en snäckart som först beskrevs av Suter 1898.  Pisinna minor ingår i släktet Pisinna och familjen Anabathridae. Inga underarter finns listade i Catalogue of Life.